# Ellwood City
Ellwood City és una població del Comtat de Beaver (Pennsilvània) als Estats Units d'Amèrica.

## Demografia
Segons el cens dels Estats Units del 2000, Ellwood City tenia 8.688 habitants.
, 3.716 habitatges, i 2.393 famílies. La densitat de població era de 1.433,5 habitants per quilòmetre quadrat.
Dels 3.716 habitatges en un 26,6% hi vivien nens de menys de 18 anys, en un 47,3% hi vivien parelles casades, en un 12,6% dones solteres, i en un 35,6% no eren unitats familiars. En el 32,3% dels habitatges hi vivien persones soles el 18,2% de les quals corresponia a persones de 65 anys o més que vivien soles. El nombre mitjà de persones vivint en cada habitatge era de 2,32 i el nombre mitjà de persones que vivien en cada família era de 2,94.
Per edats la població es repartia de la següent manera: un 22,5% tenia menys de 18 anys, un 7,7% entre 18 i 24, un 26,5% entre 25 i 44, un 21,2% de 45 a 60 i un 22,1% 65 anys o més.
L'edat mediana era de 41 anys. Per cada 100 dones de 18 o més anys hi havia 83,4 homes.
La renda mediana per habitatge era de 28.926 $ i la renda mediana per família de 40.758 $. Els homes tenien una renda mediana de 31.703 $ mentre que les dones 21.285 $. La renda per capita de la població era de 15.784 $. Entorn del 8,6% de les famílies i el 12,3% de la població estaven per davall del llindar de pobresa.

## Poblacions properes
El següent diagrama mostra les poblacions més properes.